# Cecilio Waterman
Pour les articles homonymes, voir Waterman.
Cecilio Waterman est un footballeur international panaméen né le 13 avril 1991 à Ciudad de Panamá. Il joue au poste de attaquant.

## Biographie

### En club
Avec le club uruguayen du Defensor Sporting, il participe à la Copa Libertadores en 2018 (deux matchs joués).

### En équipe nationale
Avec les moins de 20 ans, il participe au championnat de la CONCACAF des moins de 20 ans en 2011. Lors de cette compétition organisée au Guatemala, il joue quatre matchs. Il se met en évidence en étant l'auteur d'un triplé en phase de poule face au Suriname, puis d'un but en quart de finale face au Honduras. Le Panama se classe quatrième du tournoi, en étant battu par le pays organisateur lors de la petite finale, après une séance de tirs au but.
Il dispute ensuite quelques mois plus tard la Coupe du monde des moins de 20 ans qui se déroule en Colombie. Lors du mondial junior, il joue les trois matchs de son équipe. Avec un bilan d'un nul et deux défaites, le Panama ne dépasse pas le premier tour du mondial. 
Le 11 août 2010, il figure pour la première fois sur le banc des remplaçants de l'équipe nationale A, mais sans entrer en jeu, lors d'une rencontre amicale face au Venezuela (victoire 3-1). Il reçoit finalement sa première sélection en équipe du Panama le 19 décembre de la même année, en amical contre le Honduras, où il joue quatre minutes (défaite 2-1).
En 2013, il participe à la Gold Cup organisée aux États-Unis. Lors de cette compétition, il joue quatre matchs. Le Panama s'incline en finale face aux États-Unis.
Il n'est ensuite plus appelé en sélection pendant plus de six ans. Il effectue son retour le 16 novembre 2019, contre le Mexique, lors de la Ligue des nations (défaite 0-3).

## Palmarès
Panama
- Gold Cup :
  - Finaliste : 2013.